# III з'їзд РСДРП
Третій з'їзд РСДРП, відбувся 12 (25) квітня — 27 квітня (10 травня) 1905 року, Лондон. 38 делегатів від 21 комітету більшовиків.
Порядок денний: Доповідь Організаційного комітету;
Питання тактичні: озброєне повстання, відношення до політики уряду напередодні і у момент перевороту, відношення до селянського руху;
Питання організаційні: стосунки робітників і інтелігентів в партійних організаціях, Статут партії;
Відношення до інших партій і течій: відношення до частини РСДРП, що відкололася, відношення до національних соціал-демократичних організацій, відношення до лібералів, практичні угоди з есерами;
Внутрішні питання партійного життя: пропаганда і агітація;
Звіти делегатів: звіт ЦК, звіти делегатів місцевих комітетів;
Вибори, порядок оголошення резолюцій і протоколів з'їзду і вступу посадових осіб на посаду.
По питаннях, що обговорювалися, прийняті відповідні резолюції, а також резолюції: Про Тимчасовий революційний уряд, з приводу подій на Кавказі, з приводу подій в Польщі та інші.